# 쁘아종
"쁘아종"은 1997년에 개봉한 대한민국의 영화이다.

## 캐스팅
- 이수아 : 서린 역
- 박신양 : 정일 역
- 이경영 : 영수 역
- 유오성 : 영진 역
- 방은희 : 가죽바지 역
- 조명연 : 준헌 역
- 이홍성 : 홍기 역
- 김태삼 : 승권 역
- 명계남 : 운전자 역
- 이인철 : 붕어 역
- 이정학 : 칠칠이 역
- 이기열 : 마약반 형사 역
- 이정성 : 사냥감 역
- 박지미 : 어린 서린 역
- 정인숙 : 서린 엄마 역
- 정성갑 : 화학자 역
- 오병택 : 용의자 역
- 김경수 : 공장 건달 1 역
- 소주영 : 공장 건달 2 역
- 손병욱 : 공장 건달 3 역
- 조익환 : 공장 건달 4 역
- 이신한 : 공장 건달 5 역
- 장정희 : 깔치 역
- 박용범 : 청년 1 역
- 김용건 : 청년 2 역
- 박종철 : 청년 3 역
- 박재원 : 사냥감 부인 역
- 김선영 : 완구 점원 역
- 최일순 : 붕어 건달 1 역
- 정승길 : 붕어 건달 2 역
- 박병욱 : 중년 신사 역
- 이달형 : 포장마차 취객 역
- 양재형 : 몽타쥬 형사 역
- 서정 : 스포츠카 1 역
- 이민수 : 스포츠카 2 역
- 송혜진 : 아나운서 역
- 조병기
- 박재호
- 유병석